# Brændkjær Sogn
Brændkjær Sogn ist eine Kirchspielsgemeinde (dän.: Sogn) in Kolding im südlichen Dänemark. Bis 1970 gehörte sie zur Harde Brusk Herred im damaligen Vejle Amt, danach zur Kolding Kommune im erweiterten Vejle Amt, die im Zuge der Kommunalreform zum 1. Januar 2007 in der „neuen“  Kolding Kommune in der Region Syddanmark aufgegangen ist.
Von den 62.338 Einwohnern von Kolding leben 6235 im Kirchspiel Brændkjær. (Stand:1. Januar 2023). Im Kirchspiel liegt die Kirche „Brændkjærkirke“.
Nachbargemeinden sind im Osten Dalby Sogn, im Süden Vonsild Sogn, im Westen Kristkirkens Sogn und im Norden Sankt Nicolai Sogn.